# 르노코리아의 차종 목록
르노코리아 차종 목록에서는 르노코리아가 현재 생산 중인 차량, 과거 생산 차량 그리고 컨셉카를 다룬다.

## 차종 목록

### 단종 차종

#### 해치백, 세단, SUV
- 클리오
- SM3
- SM5
- SM6
- SM7
- QM3
- QM5
- 닛산 로그

#### 상용
- 야무진
- SM트럭 시리즈
- 마스터

## 콘셉트카
- 르노삼성 QMX
- 르노삼성 eMX
- 르노삼성 SM7 콘셉트
- 르노삼성 이오랩
- 르노삼성 캡처
- 르노코리아 XM3 인스파이어
- 르노삼성 바카라